# Bebaiotes nivosa
Bebaiotes nivosa är en insektsart som först beskrevs av  1947.  Bebaiotes nivosa ingår i släktet Bebaiotes och familjen Achilixiidae. Inga underarter finns listade i Catalogue of Life.